# كاكادور
كاكادور (تلفظ برتغالي: ‎/kasaˈdoʁ/‏) هي بلدية في ولاية سانتا كاتارينا في المنطقة الجنوبية من البرازيل.